# ذخیره‌گاه شایتان-تائو
ذخیره‌گاه شایتان-تائو (انگلیسی: Shaytan-Tau Nature Reserve) یک ذخیره‌گاه و منطقه حفاظت شده در استان اورنبورگ کشور روسیه است.